# Feked
Feked ist eine ungarische Gemeinde im Kreis Mohács im Komitat Baranya.

## Geografische Lage

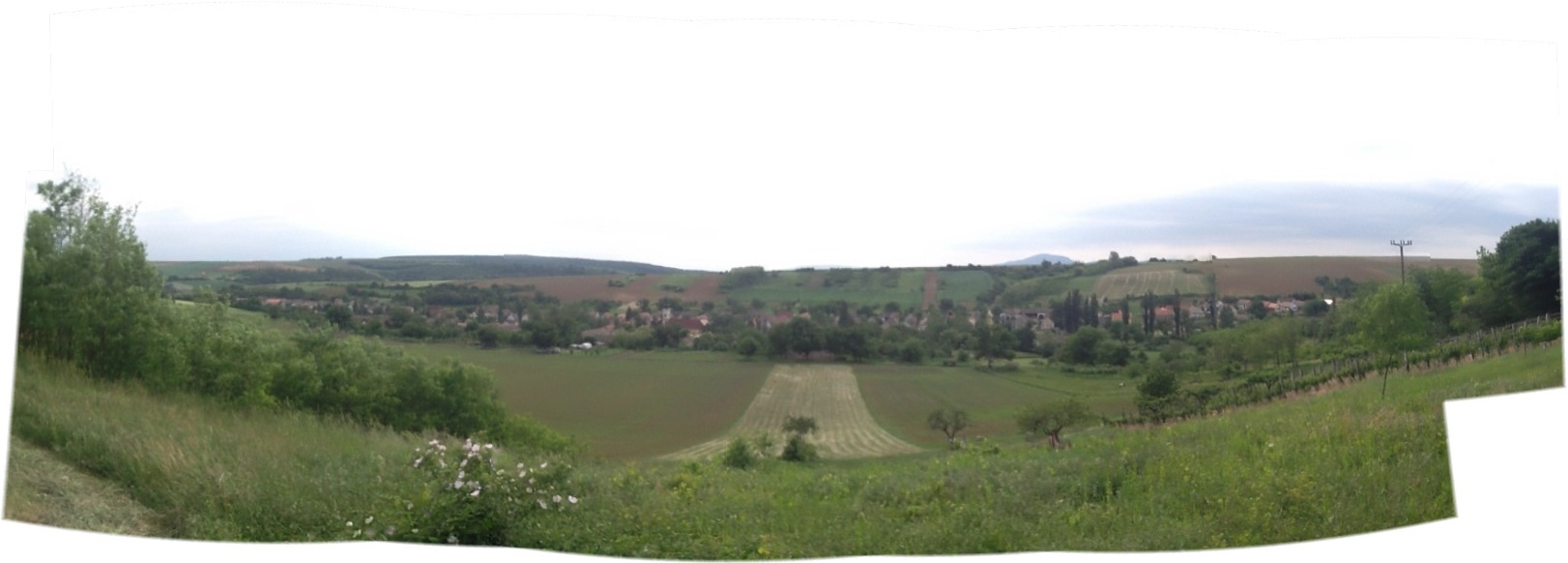
Panorama Foto von Feked

Feked liegt in einem Tal an der Ostseite des Mecsekgebirges, 21 Kilometer nordwestlich der Kreisstadt Mohács und 11 Kilometer östlich der Stadt Pécsvárad. Nachbargemeinden sind Erdősmecske, Véménd und Szebény.

## Geschichte
Feked wurde 1372 erstmals urkundlich erwähnt. Es ist eine der vermutlich einst 34 Ortschaften, deren Bewohner Fuldaer Vorfahren haben oder hatten. Diese „Stifolder“-Auswanderer aus dem Hochstift Fulda siedelten sich ab dem Beginn des 18. Jahrhunderts zwischen Pécsvárad und Mohács an.

## Bauwerke
- Katholische Pfarrkirche zur Heiligen Dreifaltigkeit; 1765 anstelle eines Vorgängerbaues errichtet.

## Söhne und Töchter
- János Mott (1920–1996), Pfarrer, Dechant, Titularabt und Ehrenbürger von Pécsvárad. Seine Heimatgemeinde Feked hat ihm zu Ehren 2016/2017 vor der Kirche eine Büste aufgestellt, die ihn in jungen Jahren zeigt.